# Ara Abrahamian
Ara Abrahamian (em armênio/arménio:  Արա Աբրահամյան; Leninakan, 27 de julho de 1975) é um ex-lutador nascido na República Socialista Soviética da Armênia e que competia pela Suécia. 
Em 2004, nos Jogos Olímpicos de Atenas, ele havia sido vice-campeão da categoria meio-pesado. Em 2008, nos Jogos Olímpicos de Pequim, ele foi suspenso pelo Comitê Olímpico Internacional após jogar no chão a medalha de bronze conquistada na categoria até 84kg dos Jogos Olímpicos de Verão de 2008. O ato foi em protesto à decisão dos árbitros, que não o escolheram vencedor da luta da semifinal. Um ano depois, a FILA cancelou as punições e o autorizou a voltar a competir.